# عصفور أزرق
العصفور الأزرق، طائر متوسط الحجم، يقتات على الحشرات أو على المخلفات الحيوانتية، ويصنّف من جنس الجواثم من فصيلة السمنة. العصافير الزرقاء هي إحدى الأجناس القليلة المغرّدة من فصيلة السِمنة التي تعيش في الأمريكتين. ريشها أزرق أو أزرق ووردي وبيج. ريش الإناث أقل سطوعاً من ريش الذكور، على الرغم من تشابه أنماط الألوان، ولا يوجد فرق ملحوظ في الحجم بين الجنسين.

## الأنواع
تشمل الأنواع الطيور الزرقاء ما يلي:
| صورة | الاسم العلمي       | الاسم الشائع    | التوزيع |
| ---- | ------------------ | --------------- | --- |
|      | Sialia sialis      | عصفور أزرق شرقي | جنوب كندا حتى ساحل الخليج الأمريكي، ومناطق أريزونا الشرقية الجنوبية، ونيكاراغوا                                                                     |
|      | Sialia mexicana    | عصفور أزرق غربي | تتواجد في الولايات المتحدة في مناطق كاليفورنيا، جبال روكي الجنوبية، أريزونا، نيومكسيكو، وتمتد مناطقعا جنوباً حتى ولايتي واكساكا وفيراكروز في المكسيك |
|      | Sialia currucoides | أزيرق الجبل     | غرب أمريكا الشمالية |

## وصلات خارجية
- Eastern Bluebird Cornell descriptions, including range, calls and physical description
- Videos from inside a bluebird nest نسخة محفوظة 19 أبريل 2009 على موقع واي باك مشين. Video clips showing development from eggs to fledglings (Faunascope)
- Thrush videos on the Internet Bird Collection
- North American Bluebird Society
- Sialis Information on bluebirds and their conservation and restoration.